# 小刀会 (舞剧)
小刀会，是上海歌剧舞剧院1956年建院后上演的第一部大型民族舞剧，表现了19世纪上海小刀会起义的故事，舞剧于1959年由上海实验歌剧院首演于上海。

彩色舞剧艺术片《小刀会》中的《弓舞》

## 历史
1959年舞剧首演，1960年在全国巡回演出，由張拓、白水、李仲林、舒巧、李群合作編導，商易作曲，舒巧飾周秀英、陳健民飾劉麗川、葉英章飾潘啟祥、李仲林飾清朝道台吳健彰。中共多位领导人，包括毛泽东、周恩来等都观看了演出并赞扬其「反帝反封建精神」。上海天马电影厂与剧院合作拍摄了彩色舞剧艺术片《小刀会》。其中表现群众习武练兵的《弓舞》成为独立上演的舞段，获1961年世青节金质奖。
文化大革命期间小刀会舞剧遭遇停演，1977年得以重新公演。1994年12月6日该剧获中国文联、中国中央电视台、中国舞协等组织发起的中华民族二十世纪舞蹈经典评比「经典作品」之称。

## 剧情
伪装的美国神父晏玛太，勾结清廷，贩卖鸦片，欺压百姓。小刀会起义之后晏玛太庇护蘇松太道（上海道）道台兼江海關監督吴健彰。吴健彰为了镇压小刀会丧权辱国。最后小刀会首领刘丽川亲刃吴健彰后牺牲，周秀英剑劈晏玛太（事实上周秀英被捕被处死，而晏玛太33年之后才死）后领着部队投奔太平天国。